# 堀地徹
堀地 徹（ほっち　とおる、1963年7月 – ）は、日本の防衛官僚。

## 人物
群馬県出身。群馬県立前橋高等学校を経て、京都大学法学部卒業。

## 略歴
1987年　防衛庁入庁　長官官房総務課
2004年　管理局装備企画課装備企画調整室長
2005年　防衛施設庁大阪防衛施設局施設部長
2007年　大臣官房参事官
2008年　装備施設本部原価管理課長
2009年　防衛政策局防衛計画課長
2011年　内閣官房内閣参事官（沖縄連絡室）
2013年　経理装備局装備政策課長
2015年　防衛装備庁装備政策部長
2016年　南関東防衛局長
2019年　財務省函館税関長
2021年　防衛省防衛医科大学校副校長 兼 事務局長